# Hermann Gröhe

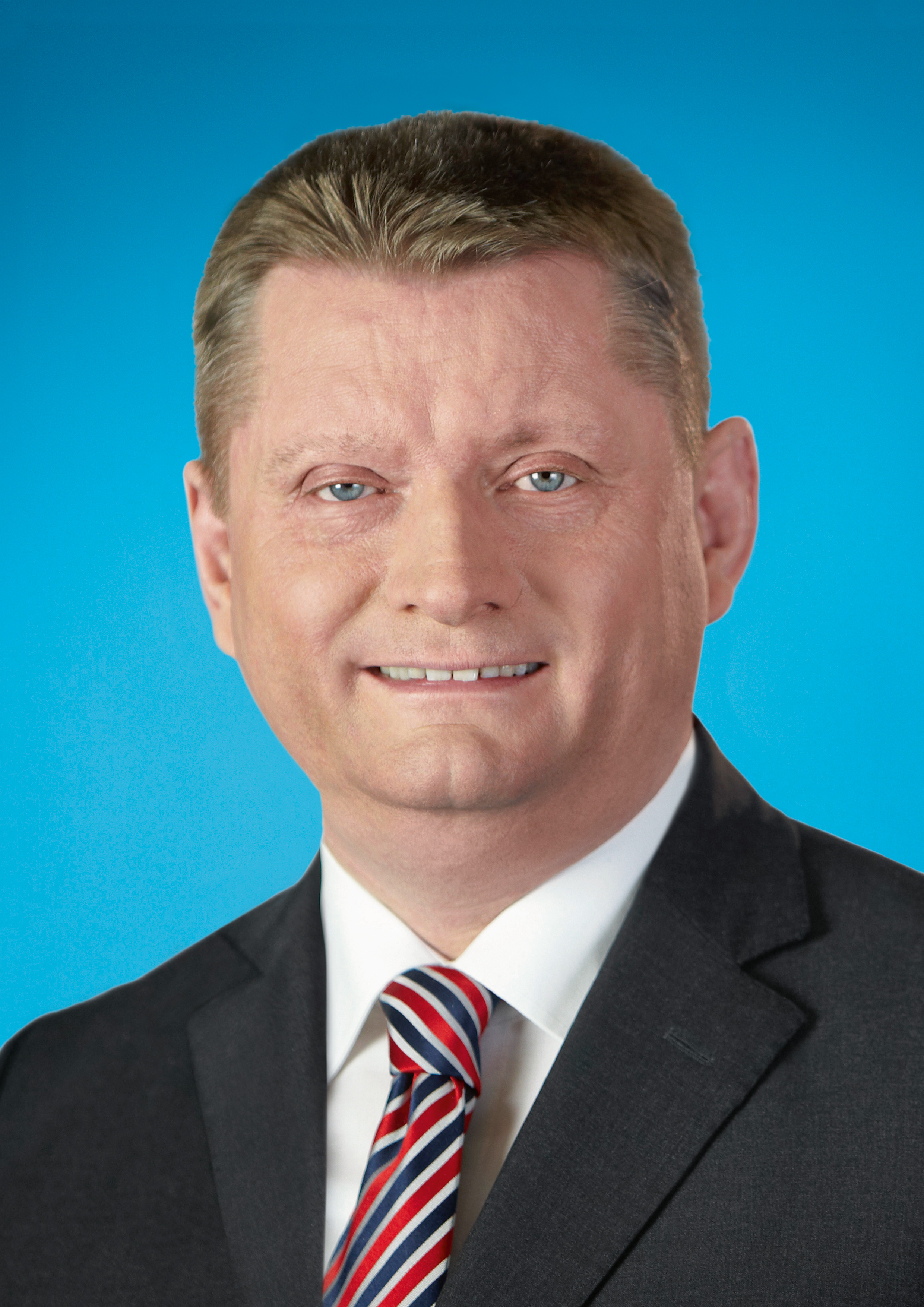
Hermann Gröhe em 2010

Hermann Gröhe (25 de fevereiro de 1961) é um político alemão, filiado à CDU. Foi indicado Ministro da Saúde da Alemanha no Terceiro Gabinete Merkel, e prestou juramento do cargo em 17 de dezembro de 2013.